# 華盛頓角
74°39′S 165°25′E / 74.650°S 165.417°E
華盛頓角（英語：Cape Washington）是南極洲的岬角，位於維多利亞地，海拔高度275米，該岬角在1841年由英國極地探險家詹姆斯·克拉克·羅斯發現，以皇家地理學會秘書命名。